# Чучвага Олександр Володимирович

## Короткий життєпис
Батько був радянським офіцером, а сам Олександр проходив службу в РА у 1989—1991 роках у литовському місті Пренай, «блакитний берет». Проживає в місті Стрию. Одружений, з дружиною Наталею виховали доньку Христину.
2014 року не чекав на повістку, пішов на фронт добровольцем, за станом здоров'я потрапив до піхоти як топогеодезист-обчислювач мінометного підрозділу (мінометник-корегувальник), отримав псевдо «Проповідник» (від героя фільму «Проповідник з кулеметом»). Командир відділення розвідки мінометної батареї батальйону 72-ї окремої механізованої бригади. На передовій вогнем із кулемета ліквідовував снайперів терористів. 5 листопада його контузило вибухом снаряда із «Гвоздики», після чого став гірше бачити. У 2015 році повернувся на передову. Брав участь у боях під Гранітним, у квітні й травні 2015-го «зняв» снайперів — з відстані 1935 метрів, другого — на ще більшій відстані, пострілами з кулемета.

## Нагороди
За особистий внесок у зміцнення обороноздатності Української держави, мужність, самовідданість і високий професіоналізм, виявлені під час виконання військового обов'язку, та з нагоди Дня Збройних Сил України нагороджений орденом «За мужність» III ступеня (2.12.2016).